# Hannah Dunne
Hannah Dunne (12 de abril de 1990) es una actriz estadounidense de cine y televisión. Es hija de los actores Griffin Dunne y Carey Lowell y nieta del periodista y escritor Dominick Dunne. Es conocida principalmente por su interpretación de Lizzie Campbell en la popular serie de televisión Mozart in the Jungle.

## Filmografía

### Cine y televisión
| Año       | Título               | Rol                         | Notas                           |
| --------- | -------------------- | --------------------------- | ------------------------------- |
| 2012      | Frances Ha           |                             |                                 |
| 2012      | The Discoverers      | Estudiante                  | Protagonizada por Griffin Dunne |
| 2014      | 5 Flights Up         | Debbie                      |                                 |
| 2014      | Free the Nipple      | Guerrera                    |                                 |
| 2014–2018 | Mozart in the Jungle | Elizabeth "Lizzie" Campbell | Serie de televisión             |
| 2016      | Horace and Pete      | Jenny                       | 6 episodios                     |
| 2016      | Caring               | Kate                        | Serie web                       |
| 2024      | Junction             | Dez                         |                                 |